# مجدي خواجي
مجدي خواجي باحث وناقد سعودي ولد في محافظة صبيا في منطقة جازان عام 1965م (1385هـ). عضو هيئة تدريس في جامعة جازان، نشر العديد من المؤلفات في النقد والأدب منها (شعرية الإنتماء: قراءة في القصيدة السعودية)، وكتاب (الشعر في مكة والمدينة في القرنين السابع والثامن الهجريين).

## التعليم
- حاصل على الدكتوراه في الأدب من جامعة الامام محمد بن سعود الاسلامية عام 1423هـ.
- حاصل على الماجستير في الأدب والنقد من جامعة الإمام محمد بن سعود الإسلامية عام 1416هـ.
- حاصل على بكالوريوس اللغة العربية وآدابها من جامعة الإمام محمد بن سعود الإسلامية عام 1409هـ.[3]

## العمل
- رئيس قسم اللغة العربية بكلية الآداب والعلوم الإنسانية في جامة جازان.[4]
- عضو هيئة تدريس في جامعة جازان.[5]
- عمل أستاذا مساعداً للادب والنقد في كلية اللغة العربية في جامعة الملك خالد في أبها.

## المؤلفات
| الكتاب                                                                                       | سنة النشر | ملاحظات |
| -------------------------------------------------------------------------------------------- | --------- | ------- |
| الجوانب الفنية في شعر محمد بن حمير الهمداني (شاعر الدولة الرسولية في القرن السابع الهجري)    | 2001      |         |
| النص الشعري وقفات للتذوق الفني                                                               | 2001      |         |
| محمد بن حمير الهمداني شاعر الدولة الرسولية في القرن السابع الهجري حياته وشعره: دراسة موضوعية | 2001      |         |
| بين شاعرين من شعراء تهامة: موازنة موضوعية وفنية                                              | 2004      | [ 6 ]   |
| يحي بن يوسف المكي: شاعر الحجاز في القرن الثاني الهجري                                        | 2004      |         |
| الشعر في مكة والمدينة في القرنين السابع والثامن الهجريين                                     | 2005      | [ 7 ]   |
| سردية الخوف: مقاربة نقدية في الرواية السعودية                                                | 2016      |         |
| شعرية الإنتماء: قراءة في القصيدة السعودية                                                    | 2018      | [ 8 ]   |
| في جسدنة الغياب: التأويل والمعرفة                                                            | 2021      | [ 9 ]   |
| المحكي السردي وتمثلات المكان المقدس من الوصف إلى التأويل                                     | 2022      | [ 10 ]  |